# Heminothrus longisetosus
Heminothrus longisetosus är en kvalsterart som beskrevs av Rainer Willmann 1925. Heminothrus longisetosus ingår i släktet Heminothrus och familjen Camisiidae. Inga underarter finns listade i Catalogue of Life.